# Irská církev
Irská církev (anglicky: Church of Ireland, irsky: Eaglais na hÉireann, ulster-skotským dialektem: Kirk o Airlann) je anglikánská církev a druhá největší církev v Irsku. Před ní je už jen římskokatolická církev.
V teologických a liturgických otázkách vyznává církev anglikánství, ale sama sebe identifikuje jako reformní i katolickou v tom, že se vidí jako pokračovatelku nepřetržité tradice, sahající až k počátkům křesťanství v Irsku. Stejně jako v jiných církvích anglikánského společenství, jednotlivé farnosti užívají různé přístupy k rituálnosti a formálnosti, což se jinak nazývá i příslušnost k vysoké (více formálních prvků, rituálů, blíže ke katolicismu) či nízké (méně formální, blíže k protestantství) církvi.